# Fosse des Tonga

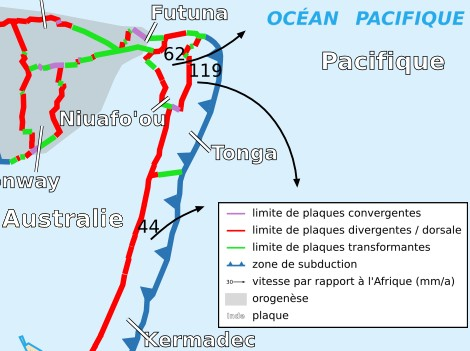
La fosse sous-marine des Tonga en bleu foncé.

La fosse des Tonga est une fosse océanique située dans l'océan Pacifique, profonde de 10 882 mètres à son point le plus bas, nommé Abysse Horizon ou Horizon Deep. C'est la deuxième fosse la plus profonde connue, après la fosse des Mariannes (11 034 mètres maximum) et avant la fosse des Kouriles (10 542 mètres maximum).
Dans la nuit du 12 au 13 octobre 2024, l'océanaute français Jérémie Morizet descend dans la fosse des Tonga à l'aide d'un submersible, en compagnie du pilote australien Tim Macdonald, jusqu'à la profondeur de 10 803 mètres, battant ainsi le record français de profondeur.